# Grinda

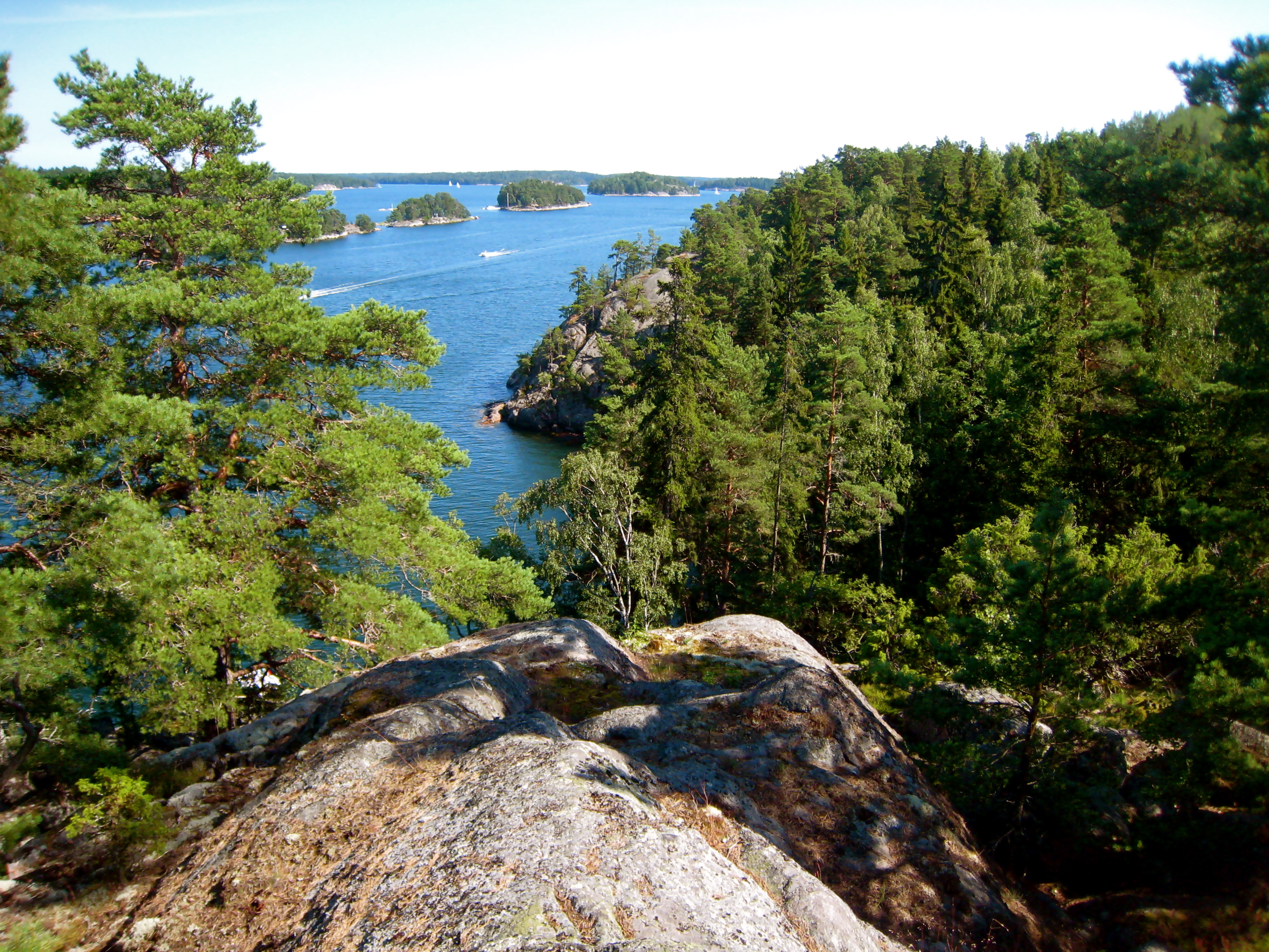
Hällmarksskog på Grinda.

Grinda är en ö i Stockholms skärgård belägen norr om Värmdö och strax söder om Södra Ljusterö. Ön är ett av de populäraste turistmålen i skärgården genom sin relativa närhet till Stockholm och Vaxholm och täta båtförbindelser med fastlandet. Grinda ingår i Grinda naturreservat som förvaltas av Skärgårdsstiftelsen.
Ön trafikeras året om av Waxholmsbolaget och Cinderellabolaget via bryggorna Södra Grinda och Norra Grinda.
Grinda ingår i vandringsleden Stockholm Archipelago Trail, som löper mellan Arholma och Landsort.

## Historia

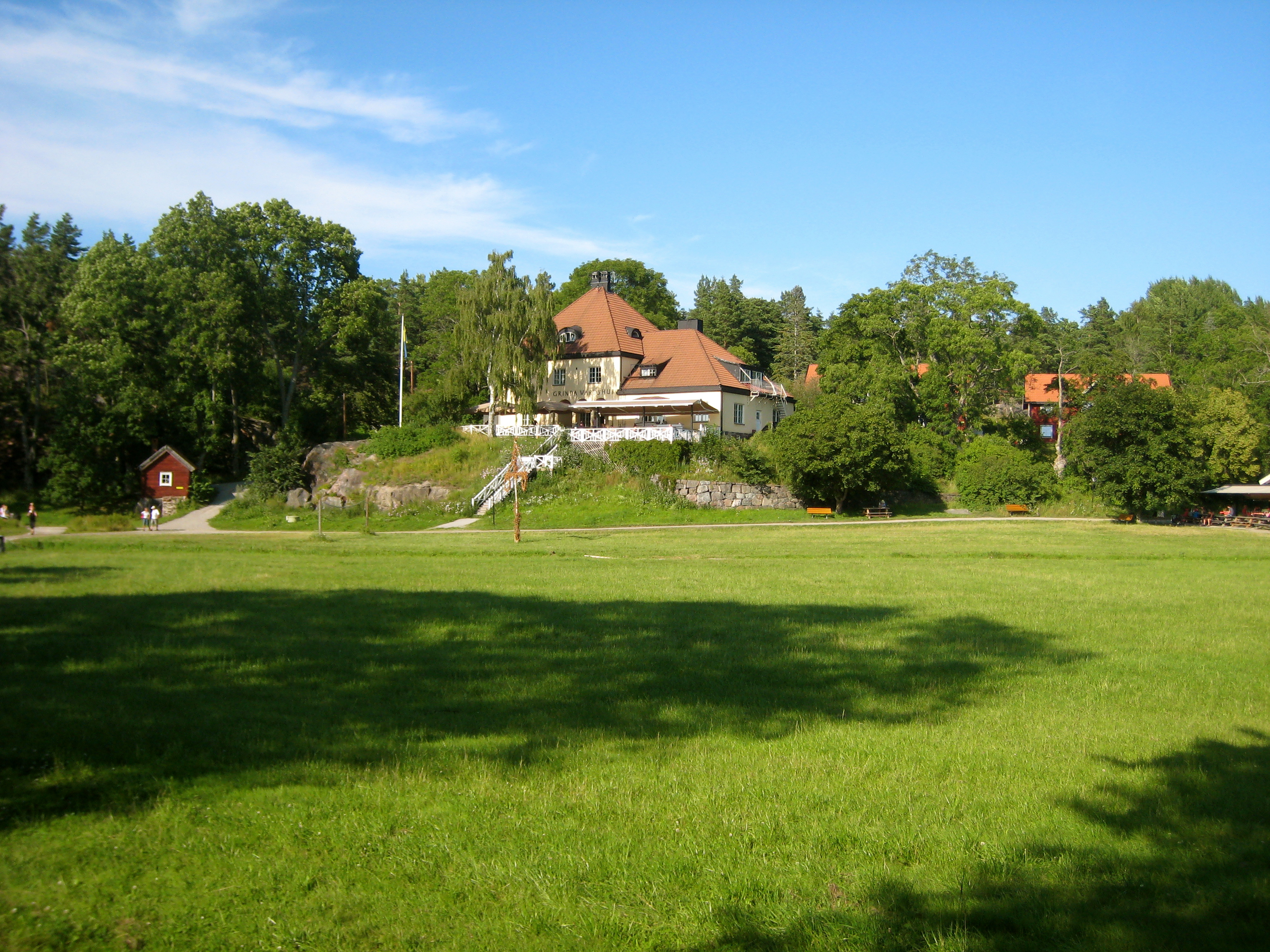
Santessons villa, numera Grinda värdshus.

Grinda har sannolikt varit bebott sedan medeltiden. Minst ett hemman finns med i skattlängder från 1500-talet. Från 1777 finns uppgifter om att här låg en sjökrog vid det som idag är södra ångbåtsbryggan. I början av 1800-talet inköptes ön av tre skärgårdsbönder som bedrev jordbruk på ön. 1905 förvärvades ön av Nobelstiftelsens första direktör, Henrik Santesson, som lät uppföra en stor jugendvilla, ritad av arkitekten Ernst Stenhammar, vid Hemviken vid den södra delen av ön. Under ett antal somrar bedrevs det barnkollo i detta hus. Villan finns kvar och fungerar idag som värdshus. Ön inköptes av Stockholms stad 1944 som lät uppföra en stugby och tältplats. Kommunen behöll ön fram till 1998 då Skärgårdsstiftelsen tog över.
Marken på Grinda brukades ända fram till 1950-talet, även om en del av de forna åkrarna har hållits öppna genom bete och slåtter. Fram till och med 1994 skeppades hästar ut till ön från Vällingby och Enskede ridskolor för sommarbete och motion.

## Natur
Grinda är en kuperad ö med hällmarker med hällmarkskog och branta klippor som speciellt på öns norra del stupar brant ned i vattnet. På den södra och mellersta delen av ön finns ett odlingslandskap. Ön domineras av två bergryggar, vilka skiljs åt av en stor vik, Källviken, och den odlade delen. Öns högsta punkt, Klubbudden, är 35 meter hög.
Den karga miljön utgör goda jaktmarker för berguven, som regelbundet uppehåller sig på Grinda. Även lärkfalkar förekommer. På soliga klippor kan även hasselsnokar ses. En 2,5 kilometer lång skyltad naturstig leder runt ön.

### Bilder

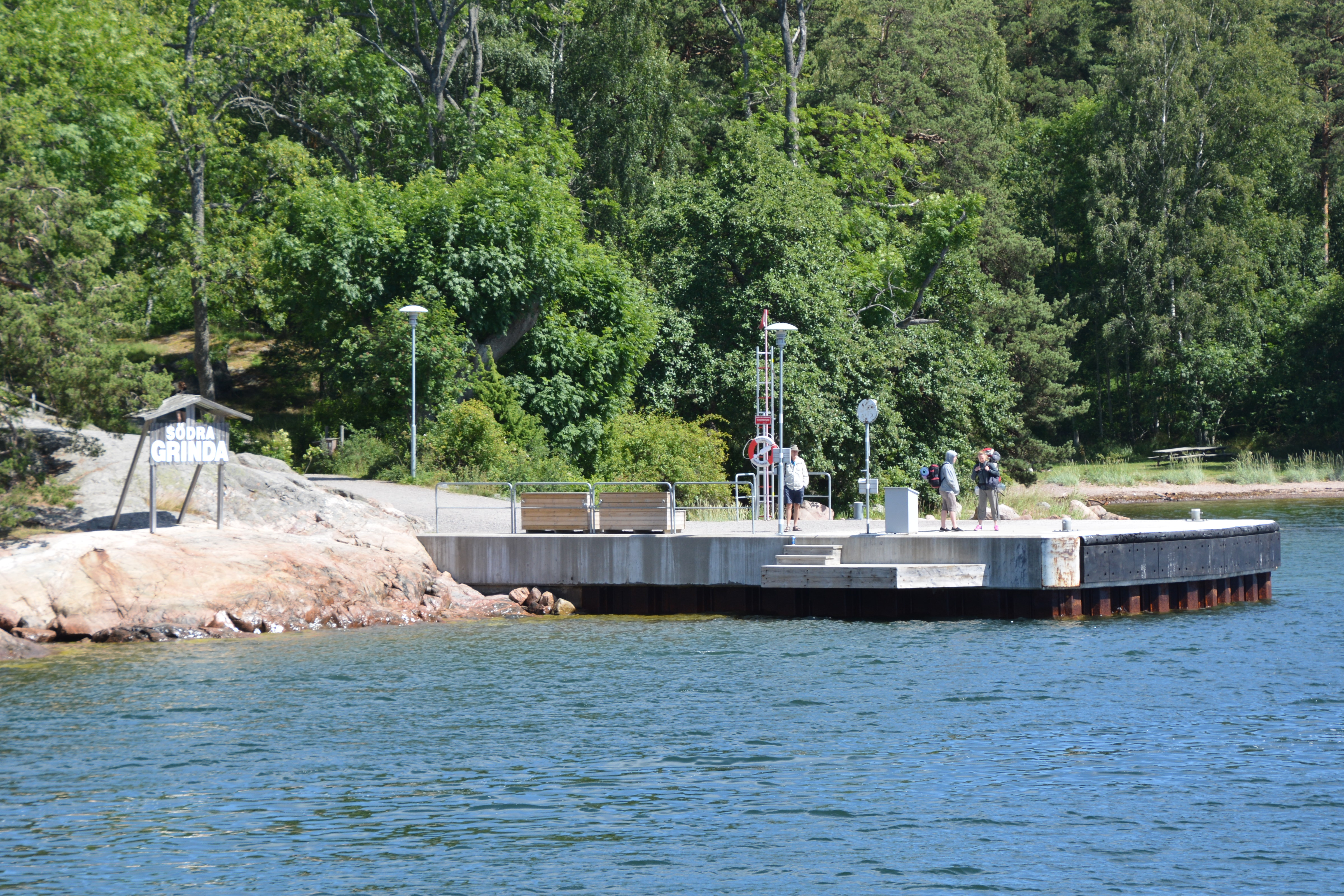
Södra Grinda ångbåtsbrygga.
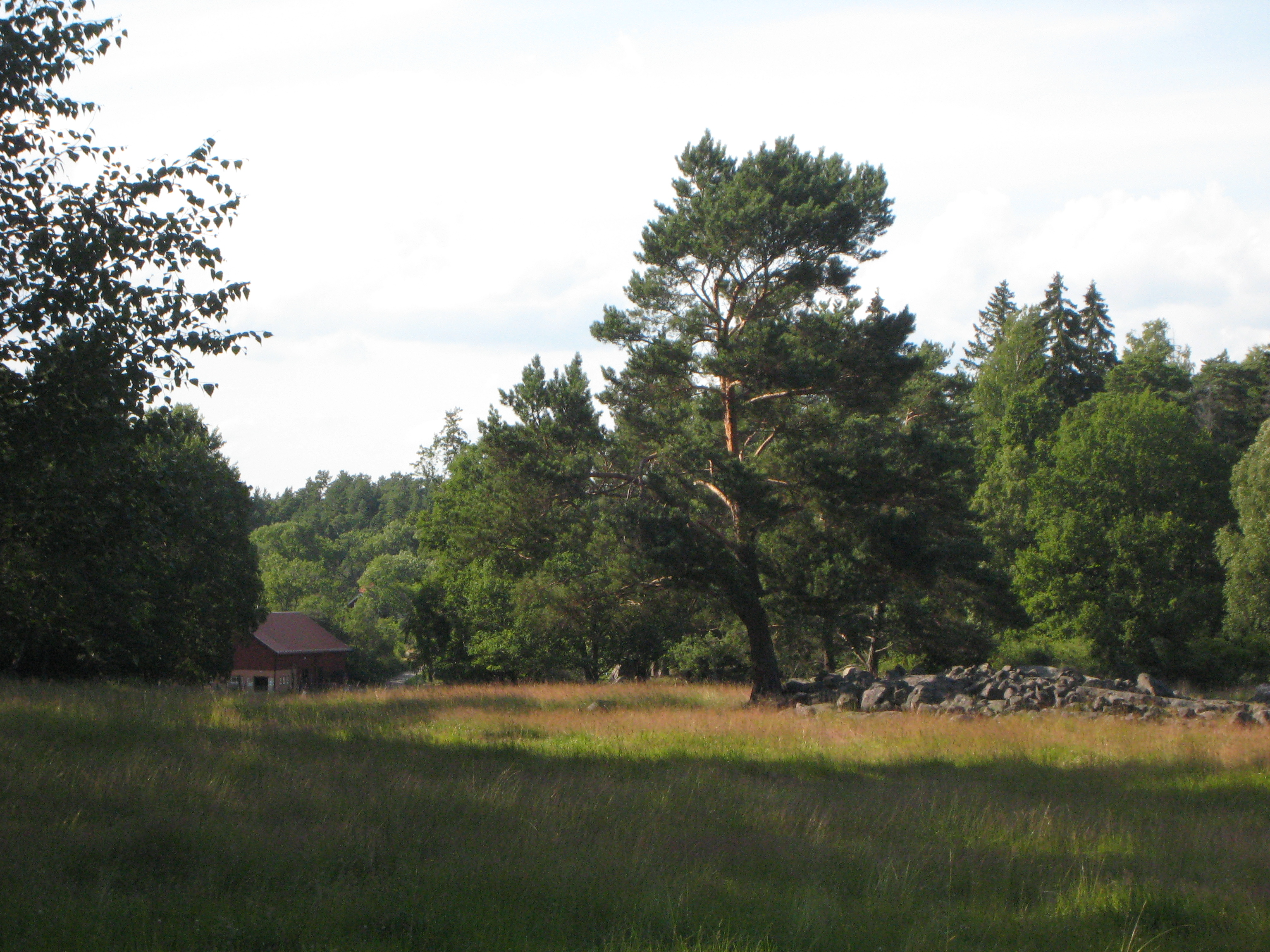
Bevarat ängslandskap.
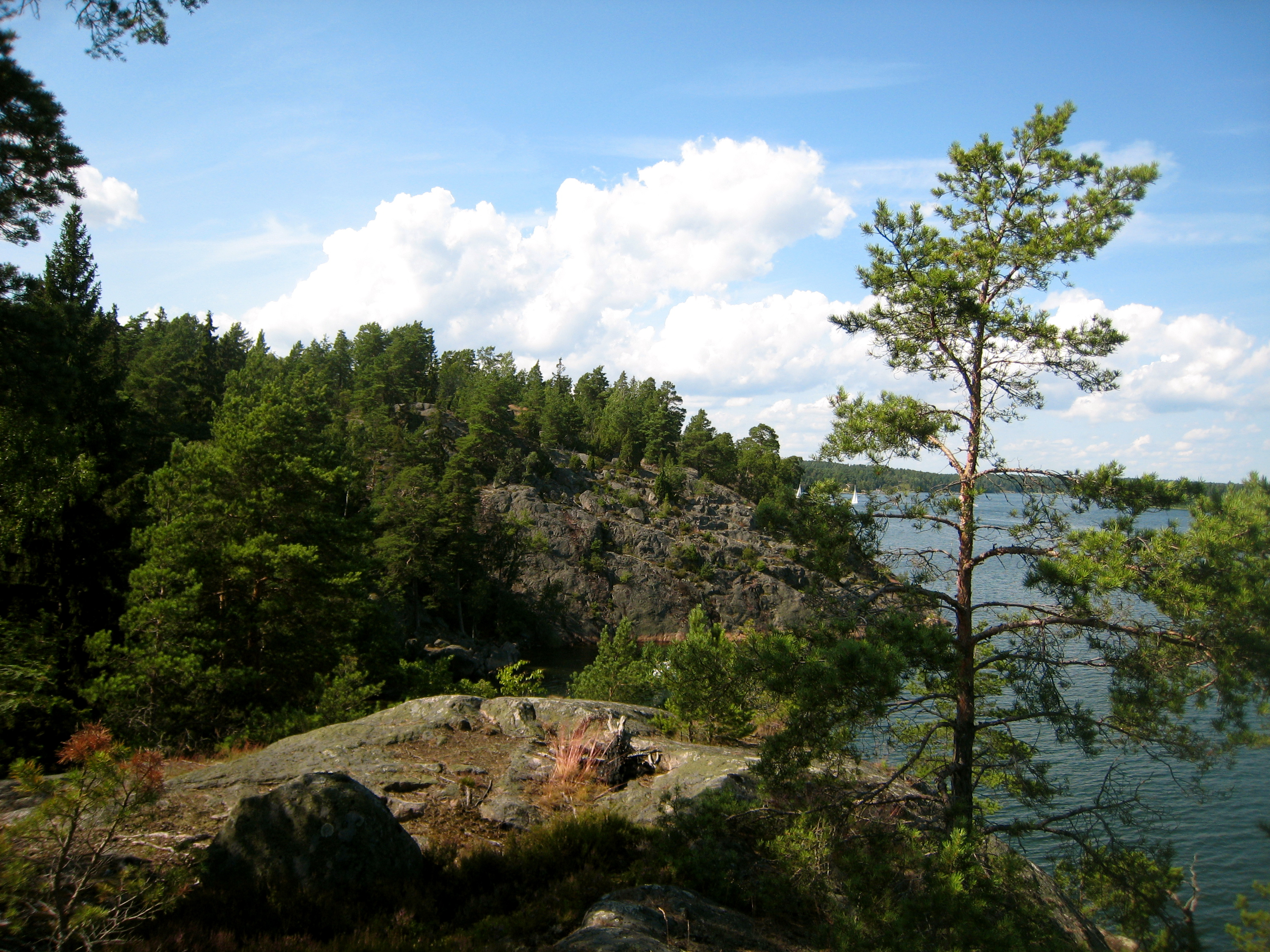
Den kuperade norra delen av ön.
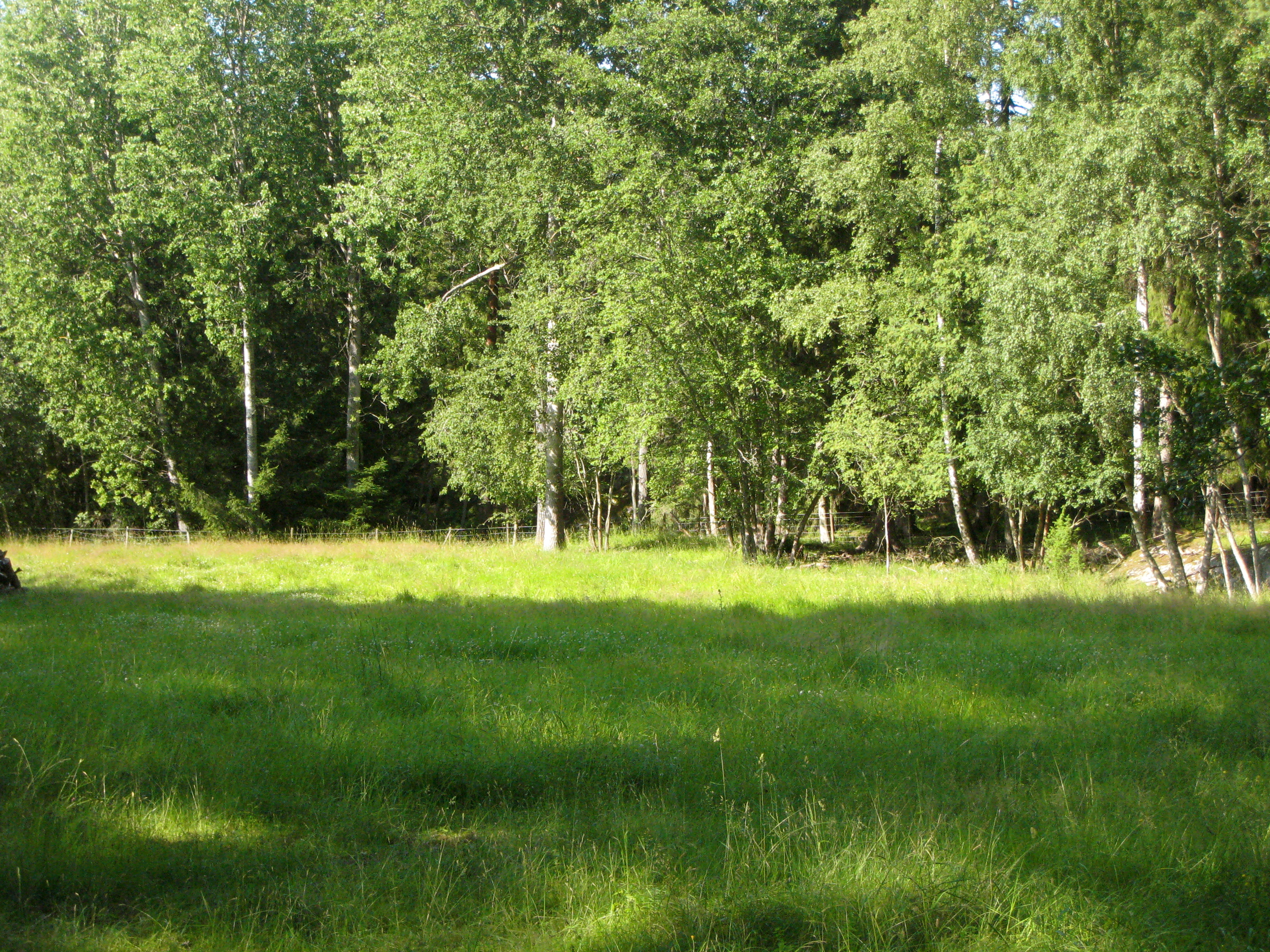
Inne på ön finns det gott om lövträd.

## Grinda idag

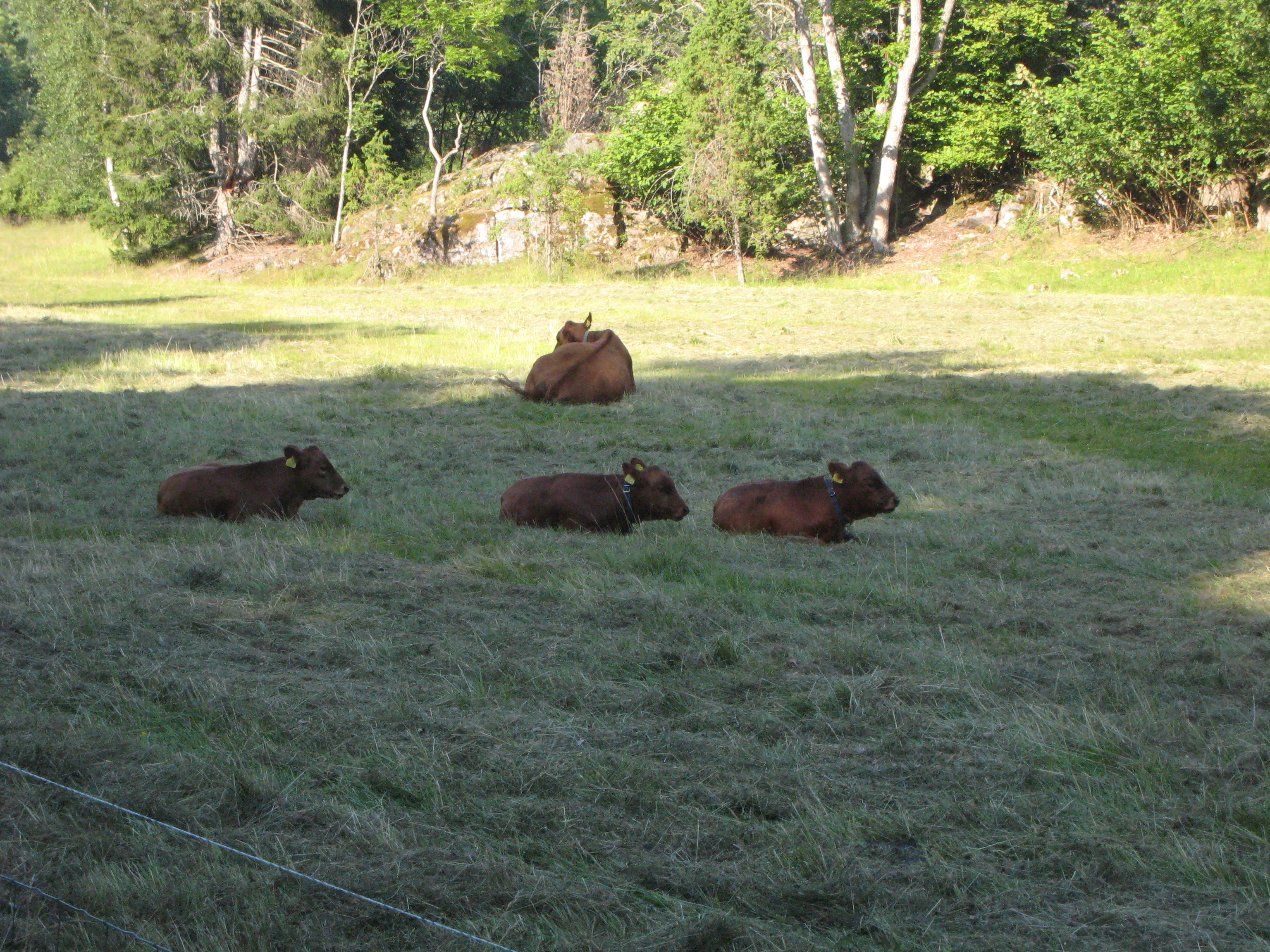
Tre kalvar och en vuxen rödkulla på Grinda.

Grinda är ett av de populäraste turistmålen i Stockholms skärgård med täta och snabba båtturer med Waxholmsbolaget eller Cinderella. På ön finns förutom Wärdshuset restaurang och konferens även ett hotell med 60 bäddar, vandrarhem, en stugby samt en campingplats. Det finns också en butik och café sommartid, stor gästhamn med sjökrog och bastu liksom uthyrning av kajaker.
På arrenderad mark ägd av Skärgårdsstiftelsen i Stockholms län  bedriver Grinda lantbruk jordbruksverksamhet, syftet är främst att bevara den gamla kulturmiljön och hindra att öns kvarvarande öppna landskap växer igen. På gården finns flera djur, några av dem är av svensk lantras, fjällkor, nordsvensk brukshäst, Gotlandsruss, Gotlandskanin. Det finns även får, höns och grisar på gården.
Sedan år 1998 är Grinda ett naturreservat där även de intilliggande holmarna Tallkobben, Hästholmen samt Stora och Lilla Killingholmen ingår.